# Laurentiuskirche in Enkheim (Frankfurt-Bergen-Enkheim)
Die evangelische Laurentiuskirche ist ein barockes Kirchengebäude und ein hessisches Kulturdenkmal im Ortsteil Enkheim, der zum Stadtteil Bergen-Enkheim in Frankfurt am Main gehört.

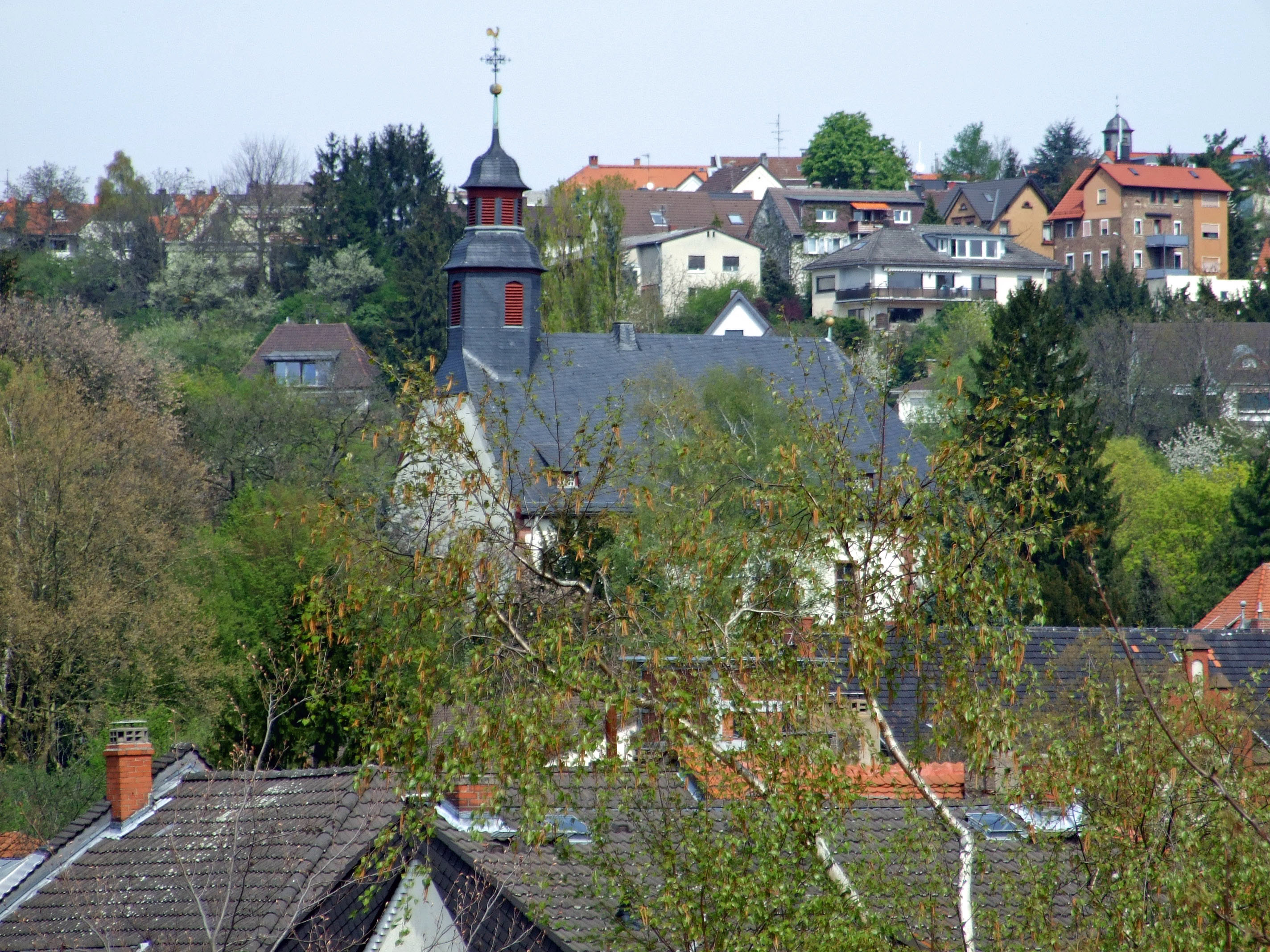
Laurentiuskirche von Südwesten

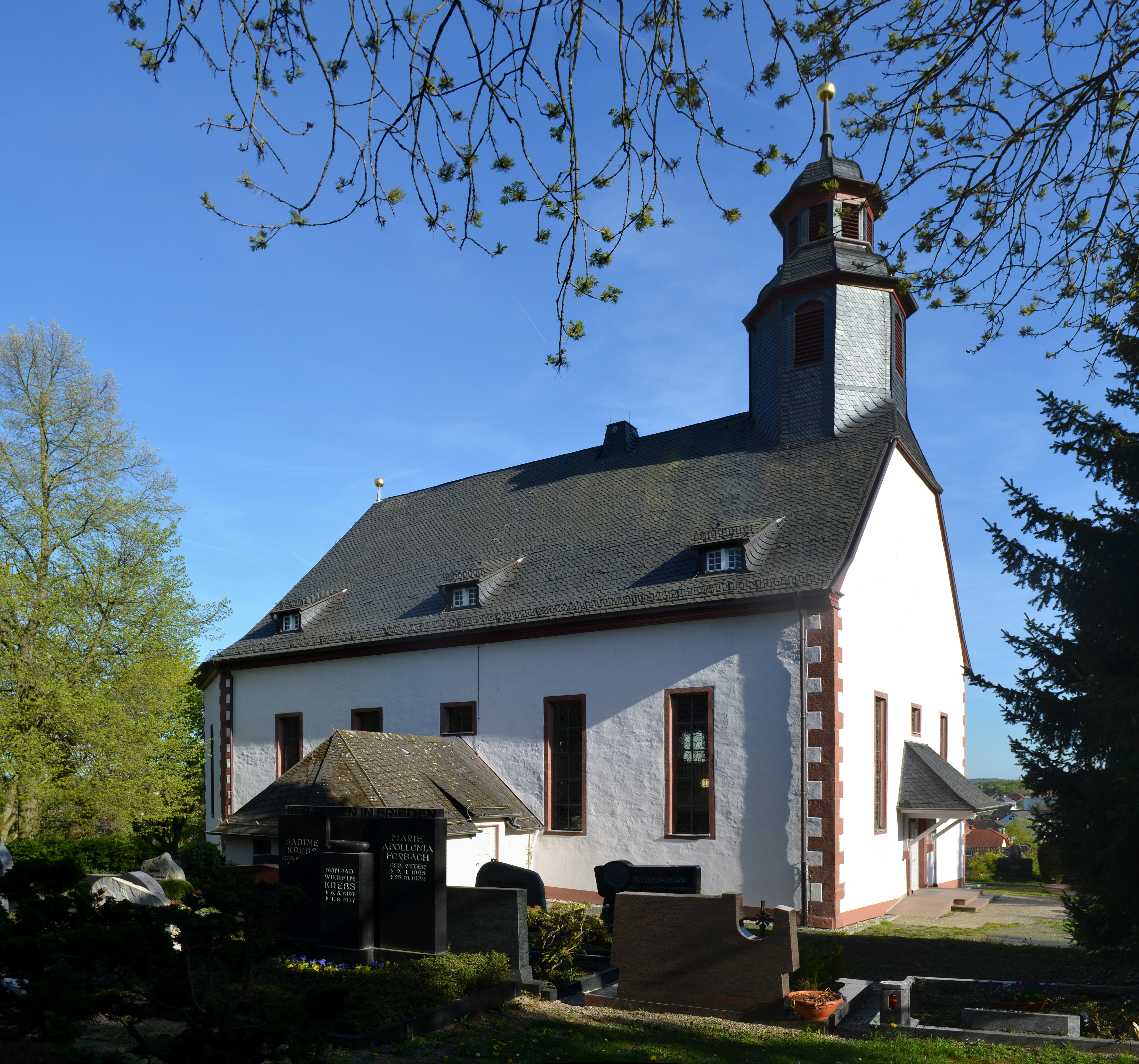
Nord-West-Ansicht der Laurentiuskirche

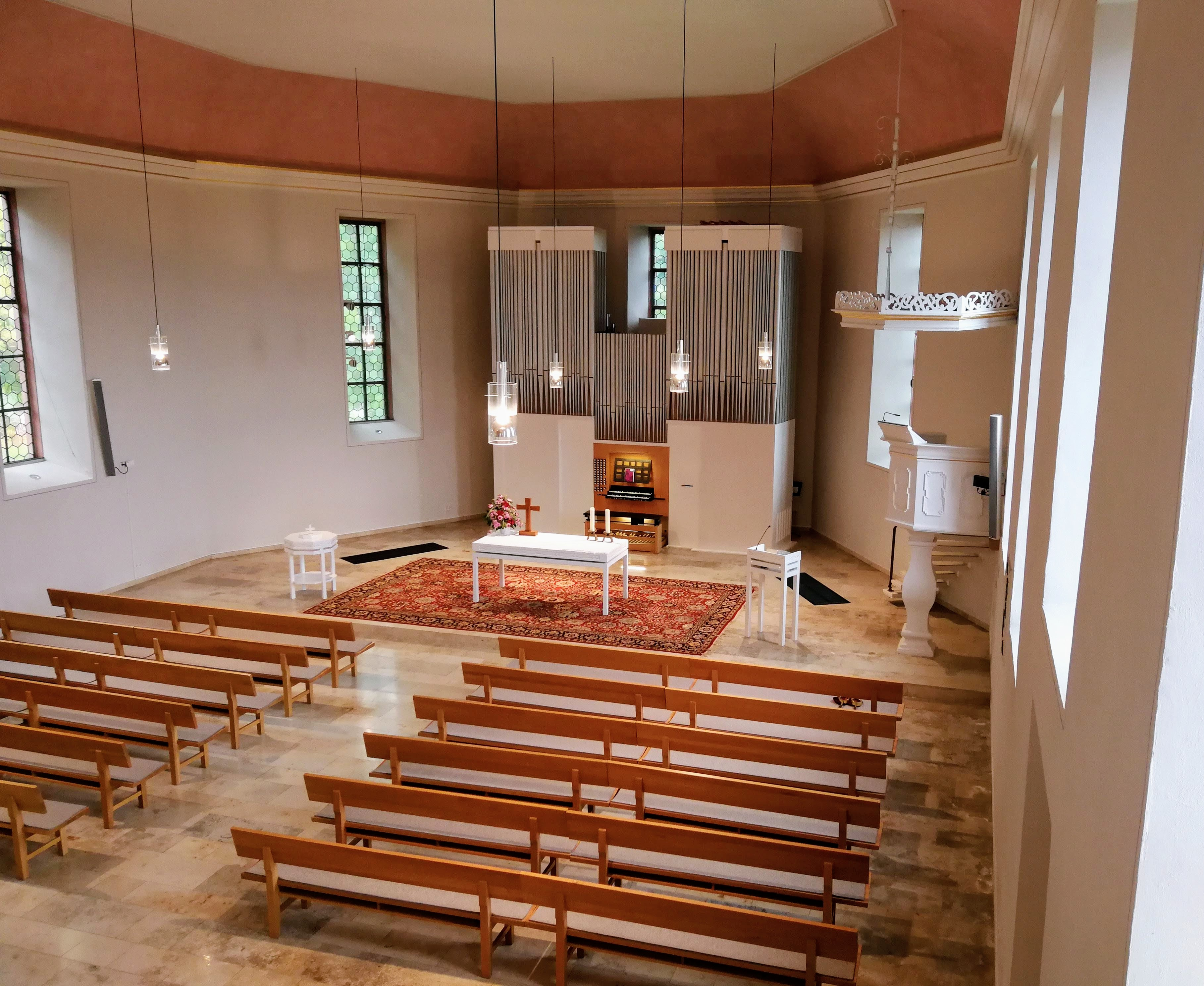
Innenraum mit Woehl-Orgel (2019)

## Entstehung und Entwicklung
Im Mittelalter verfügte Enkheim über keine selbständige Pfarrei, sondern der Ort gehörte zusammen mit Bergen und Seckbach zum Kirchspiel der Kirchberger Pfarrei. Sie ist nach der erstmals 1210 erwähnten Kirchberger Kirche benannt. Das gotische, nach historischen Berichten größte Gotteshaus im Osten Frankfurts, wurde etwa Mitte des 18. Jahrhunderts abgebrochen. Die Kirche befand sich auf Seckbacher Gemarkung unweit von Bergen und Enkheim an der heutigen Wilhelmshöher Straße.
Anfang des 16. Jahrhunderts wurden die Pfarrrechte auf die Enkheimer Laurentiuskirche übertragen. Gottesdienste fanden abwechselnd in Enkheim und in der Kirchberger Kirche statt. Nach der Reformation nahmen die Enkheimer entsprechend ihrer hanauischen Landesherren das reformierte Bekenntnis an.
Anstelle des baufälligen Vorgängergebäudes errichtete man zwischen 1717 und 1719 die neue Laurentiuskirche als barocke Saalkirche. 1805 erwarb die Gemeinde die ausgemusterte Orgel der Frankfurter Leonhardskirche und stellte sie auf der neu errichteten Orgelempore auf. Aufgrund von Geldmangel blieb der Innenausbau lange Zeit vernachlässigt und wurde erst 1878 durch Anstrich der Wände und des Holzwerks fertiggestellt. Zwei Glocken wurden 1889 angeschafft. Im Jahr 1911 trennten sich die Enkheimer und die Berger Gemeinde, sodass zwei Pfarreien entstanden, die 1971 wieder zusammengeführt wurden.
Im März 1945 wurde die Kirche durch Kriegseinwirkung erheblich beschädigt und in der Zeit nach dem Zweiten Weltkrieg wiederhergestellt. 1975 wurde die Kirche grundlegend umgestaltet und mit einer neobarocken Bosch-Orgel ausgestattet. Diese wurde 2007 abgebaut und verkauft. 2012 wurde ein neues Instrument aus der Werkstatt Gerald Woehls eingeweiht. Dieses verfügt über 23 Register sowie mehrere Transmissionen und Extensionen. Die aus der Entstehungszeit stammende Bezeichnung der Kirche nach dem Heiligen Laurentius wurde im 20. Jahrhundert durch Enkheimer Kirche ersetzt, ehe der ursprüngliche Name seit einiger Zeit wieder verwendet wird.
Die Evangelische Kirchengemeinde Bergen-Enkheim gehört als einzige evangelisch-landeskirchliche Gemeinde Frankfurts nicht zur Evangelischen Kirche in Hessen und Nassau, sondern zum Kirchenkreis Hanau der Evangelischen Kirche von Kurhessen-Waldeck.

## Architektur
Die Laurentiuskirche liegt nordwestlich des Enkheimer Ortskerns erhöht auf einem Geländeplateau am Ende der Laurentiusstraße. Der hell verputzte Bau schließt im Osten mit einem dreiseitigen Chor ab und ist mit einem Schieferdach gedeckt. Die beiden Längsseiten sind durch fünf hohe Fenster gegliedert. Die Gebäudeecken und Fensterlaibungen bestehen aus rotem Sandstein. Der achteckige, gestufte Dachreiter befindet sich im Westen. Dort liegt auch der Eingang gegenüber dem Friedhof. Das Gebäude ist etwa 26 Meter lang und 14 Meter breit und gehört damit zu den größeren barocken Saalkirchen im Frankfurter Umland.
Eine Umgestaltung im Jahr 1975 durch den Architekten Rudolf Temporini veränderte das Gebäude grundlegend. In der Chorwand wurde eine Fensteröffnung eingefügt. Die Kanzel und der Schalldeckel wurden um 75 cm niedriger angebracht. Man fertigte einen neuen Abendmahlstisch und ein neues Taufbecken an. Die Bänke wurden durch Stühle ersetzt und die Westempore für die Orgel und den Chor vergrößert. Ein Dachvorbau am Eingang und der Anbau einer Sakristei auf der Nordseite waren weitere Baumaßnahmen dieser Zeit. Eine weitere umfassende Renovierung erfolgte 2010.

## Orgel

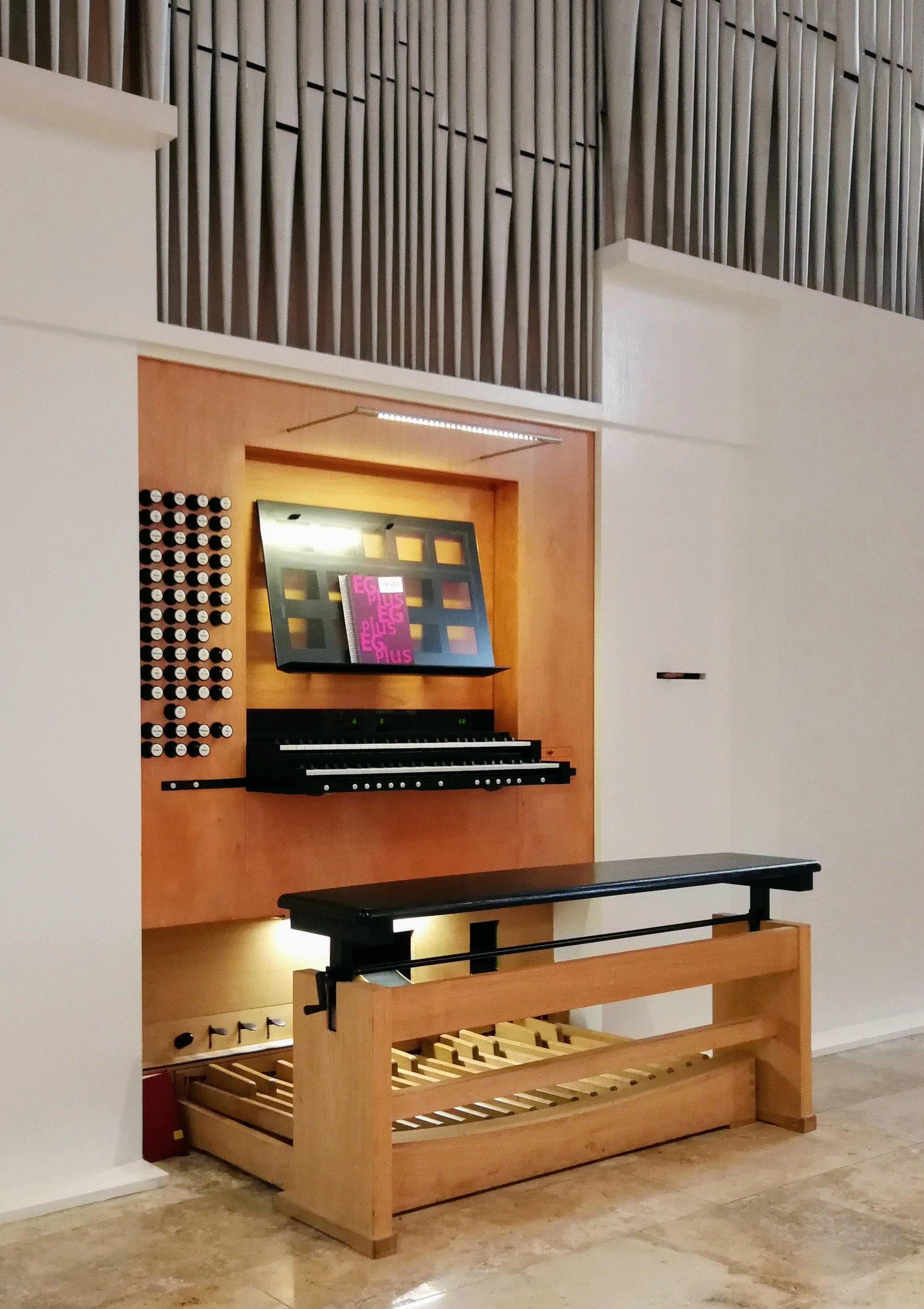
Spielanlage der Orgel

Die neue Orgel von Gerald Woehl wurde 2012 fertiggestellt. Das Instrument umfasst 36 Register, darunter 13 Transmissionen und Extensionen. Die Register verteilen sich auf zwei Manuale und Pedal. Die Traktur ist mechanisch und die Registratur elektrisch. Die Disposition lautet wie folgt:
| I Hauptwerk C–a3 |                 |        |                       |
| 1.               | Bordun          | 16′    |                       |
| 2.               | Principal       | 8′     | teilweise im Prospekt |
| 3.               | Gedackt         | 8′     | im Bass aus Nr. 1     |
| 4.               | Viola da gamba  | 8′     |                       |
| 5.               | Flöte           | 8′     |                       |
| 6.               | Octave          | 4′     | teilweise im Prospekt |
| 7.               | Viole d’amour   | 4′     |                       |
| 8.               | Nasard          | 2 ⁄3′  |                       |
| 9.               | Octave          | 2′     |                       |
| 10.              | Terz            | 1 3⁄5′ |                       |
| 11.              | Mixtur V        | 2′     |                       |
|                  | Fagott          | 16′    | Ext. aus Nr. 12       |
| 12.              | Fagott          | 8′     |                       |
|                  | Glocken (ab f0) |        | 8füßig spielbar       |
|                  | Tremulant I     |        |                       |

| II Oberwerk/Schwellwerk C–a3 |                    |    |                                                                             |
| 13.                          | Lieblich Gedackt   | 8′ |                                                                             |
| 14.                          | Viola              | 8′ |                                                                             |
| 15.                          | Unda maris (ab c0) | 8′ |                                                                             |
| 16.                          | Fugara             | 4′ |                                                                             |
| 17.                          | Flauto traverso    | 4′ | ab a0 überblasend                                                           |
| 18.                          | Piccolo            | 2′ | ab c0 überblasend                                                           |
| 19.                          | Horn               | 8′ | ab a1 mit doppelter, ab a2 mit vierfacher Becherlänge; Sub-Koppel ausgebaut |
| 20.                          | Oboe               | 8′ |                                                                             |
| 21.                          | Vox humana         | 8′ |                                                                             |
|                              | Glocken (ab f0)    |    | 8füßig spielbar                                                             |
|                              | Tremulant II       |    |                                                                             |

| Pedal C–f1 |                |     |                                   |
|            | Groß Bordun    | 32′ | aus Nr. 1, C–H mit Quinte 10 2⁄3′ |
|            | Violon         | 16′ | Ext. aus Nr. 4                    |
|            | Gedacktbaß     | 16′ | aus Nr. 1                         |
| 22.        | Octavbaß       | 8′  | teilweise im Prospekt             |
|            | Cello          | 8′  | aus Nr. 4                         |
|            | Gedackt        | 8′  | aus Nr. 3                         |
|            | Octave         | 4′  | Ext. aus Nr. 22                   |
|            | Fagottbaß      | 16′ | Ext. aus Nr. 12                   |
| 23.        | Baßtrompete    | 8′  |                                   |
|            | Fagott         | 8′  | aus Nr. 12                        |
|            | Cantus         | 4′  | Ext. aus Nr. 12                   |
|            | Glocken (ab F) |     | 4füßig spielbar                   |

- Koppeln:
  - Normalkoppeln: II/I, I/P, II/P
  - Suboktavkoppeln:
    - I/I 16′ (spielt bei allen Labialen 8-Füßen von C–H auch die 16′-Lage)
    - II/I 16′ (spielt bei allen Labialen 8-Füßen und Horn 8′, von C–H auch die 16′-Lage)
    - II/II 16′ (spielt bei allen Labialen 8-Füßen und Horn 8′, von C–H auch die 16′-Lage)

  - Superoktavkoppeln:
    - II/I 4′ (ausgebaut bis a4)
    - II/II 4′ (ausgebaut bis a4)
    - II/P 4′
- Nebenregister: Trommel
- Spielhilfen: Klangklappen öffnen (zusätzliche Klappen an der Seite des Schwellwerks für die Klanglichkeit eines Oberwerkes), klassischer Wind an, Winddrossel II an (Steuerung durch separaten Schwelltritt), Walze an, Handschweller für Registranten, Setzerkombinationen